# Masyw Leskowca
Masyw Leskowca – grupa szczytów we wschodniej części Beskidu Małego. Znajduje się w głównym grzbiecie tego pasma i ciągnie się od przełęczy Beskidek na wschód, po Przełom Skawy. Najwyższym szczytem jest Leskowiec (922 m). Głównym bocznym odgałęzieniem jest północno-zachodni grzbiet Gronia Jana Pawła II łączący Masyw Leskowca z Pasmem Bliźniaków. Za granicę między nimi można uznać Przełęcz Kaczyńską będąca najgłębszym wcięciem w tym grzbiecie. Na południową stronę z Masywu Leskowca opadają trzy niewielkie grzbiety: południowo-wschodni grzbiet Leskowca, Makowa Góra i Jaszczurowa Góra.
Na mapie Compassu masyw Leskowca jest częścią Pasma Łamanej Skały.
Masyw Leskowca to jeden z najliczniej przez turystów odwiedzanych rejonów Beskidu Małego. Głównym jego grzbietem oraz bocznymi grzbietami prowadzą szlaki turystyczne. Pod szczytem Gronia Jana Pawła II znajduje się schronisko PTTK Leskowiec.